# Conférence de Messine
La conférence de Messine est une réunion interministérielle des six États membres de la Communauté européenne du charbon et de l'acier (CECA) qui s'est tenue à Messine en juin 1955, sur l'invitation de Gaetano Martino, afin de relancer la construction européenne mise à mal par l'échec de la CED. C'est de cette conférence qu'allait naître deux ans plus tard la Communauté économique européenne.

## Contexte et déroulement de la conférence
Les ministres des Affaires étrangères des Six se réunissent à Messine du 1er au 3 juin 1955. Ce sont Johan Willem Beyen (Pays-Bas), Gaetano Martino (Italie), Joseph Bech (Luxembourg), Antoine Pinay (France), Walter Hallstein (RFA) et Paul-Henri Spaak (Belgique).
Si les deux premiers jours de la conférence n’aboutissent à rien de concluant, dans la nuit du 2 au 3 juin, une dernière réunion parvient, à l’arraché, à élaborer un texte, la « résolution de Messine », qui constitue une véritable déclaration de principes témoignant de l’accord auquel sont parvenus les six pays membres. Comme l’écrit Paul-Henri Spaak dans ses mémoires : « Nos discussions furent longues et sérieuses. Il fallut le dernier jour, travailler toute la nuit pour nous mettre d’accord sur le communiqué final […] Le soleil se levait sur le sommet de l’Etna, lorsque nous nous retirâmes, fatigués mais heureux. De grandes décisions avaient été prises ».

## Communiqué final et suites de la conférence
Le communiqué final commence ainsi : « Les gouvernements croient le moment venu de franchir une nouvelle étape dans la voie de la construction européenne. Ils sont d’avis que celle-ci doit être réalisée d’abord dans le domaine économique. Ils estiment qu’il faut poursuivre l’établissement d’une Europe unie par le développement d’institutions communes, la fusion progressive des économies nationales, la création d’un marché commun et l’harmonisation progressive de leurs politiques sociales ».
Les objectifs de la résolution concernent principalement le développement d'un réseau de grandes voies de communication, l'énergie avec une mention spéciale pour le nucléaire civil, la constitution d'un marché commun européen, la création d'un fonds d'investissement et l'harmonisation des réglementations dans le domaine social. 
La conférence débouche sur la création du Comité Spaak (en) chargé des travaux préparatoires à un nouveau traité (qui seront au nombre de deux : les futurs traités de Rome). Ce comité remet un rapport en avril 1956 afin de préparer une conférence intergouvernementale au château de Val Duchesse en été 1956.

## Compléments